# Sirščina
Sirščina je vzhodno aramejski jezik, ki se je včasih govoril na večjem delu področja rodovitnega polmeseca. Po širši definiciji so to vsi vzhodno aramejski jeziki, ki jih govorijo različne krščanske skupine, po ožji definiciji je to klasični jezik iz Edese, ki je postal liturgični jezik sirskega krščanstva.
Sirščina se resda govori tudi v današnji Siriji, vendar ni uradni ali večinski jezik te države (to je namreč arabščina), kajti ime sta tako jezik kot država dobili že v predarabskem obdobju.

## Razvrstitev
Sirščina spada v družino afroazijskih jezikov, poddružino semitskih jezikov, vejo zahodno semitskih jezikov in v skupino aramejščina.
Sirščina se zapisuje s sirsko abecedo.

## Geografska porazdelitev
Sirščina je bila prvotno krajevno narečje aramejščine v severni Mezopotamiji. Pred uveljavitvijo arabščine je bila glavni jezik med krščanskimi skupnostmi Bližnjega vzhoda, osrednje Azije in južne Indije. Danes je prvi jezik majhnih in raztresenih skupnosti v Siriji, Turčiji, Iraku, Iranu in Azerbajdžanu. Te skupnosti so se sčasoma selile po Bližnjem vzhodu, Evropi, Severni, Južni Ameriki in Avstraliji.

## Zgodovina
Zgodovino sirščine lahko razdelimo na tri obdobja:
- stara sirščina (jezik kraljevine Osrhoene)
- srednja sirščina (kthâbânâjâ: knjižna sirščina), ki se nadalje deli na:
  - zahodna srednja sirščina (knjižni in cerkveni jezik sirskih in maronitskih kristjanov)
  - vzhodna srednja sirščina (knjižni in cerkveni jezik kaldejskih in asirskih kristjanov)
- sodobna sirščina (sodobna vzhodna aramejščina), ki se deli na:
  - sodobna zahodna sirščina (jezika turojo in mlahso)
  - sodobna vzhodna sirščina (asirska neoaramejščina, kaldejska neoaramejščina itd.)

### Izvor
Sirščina je bila sprva govorjeno (brez pisave) narečje stare aramejščine v severni Mezopotamiji. Prvi dokazi teh narečij se kažejo v imperialni aramejščini iz 5. stoletja pr. n. št. Ko je Aleksander Veliki osvojil Sirijo in Mezopotamijo, so sirščina in ostali aramejski jeziki dobili pisave kot odgovor na helenizem. Ortografijo stare sirščine so izpeljali iz arsasidske aramejščine. Leta 132 pr. n. št. so v Edesi ustanovili kraljestvo Osrhoene s sirščino kot uradnim jezikom, zato govorci sirščine Edeso še danes štejejo za njeno zibelko. Obstaja okoli 80 napisov v stari sirščini iz obdobja prvih treh stoletij našega štetja. Najstarejši sega v leto 6, najstarejši pergament pa je prodajna listina iz leta 243. Vsi ti dokumenti so še posvetne narave. Ko je stara sirščina postala uradni jezik, je dobila razmeroma skladno obliko, slog in slovnico, česar ni moč najti v preostalih narečjih stare vzhodne aramejščine. 

### Knjižna sirščina
V 3. stoletju so edeške cerkve pričele uporabljati sirščino, jezik prebivalcev, kot obredni jezik. Dokazano je, da je to dejanje okrepilo vlogo krščanstva. Mnogo truda so vložili v prevod Biblije 
(Pšitâ oz. Pešita). Istočasno je Efrem Sirski zbral dragoceno zbirko pesmi in teoloških besedil v sirščini.
Leta 489 je precej sirsko govorečih kristjanov iz Rimskega imperija zbežalo v Perzijo, da bi se izognili preganjanju in naraščajočemu sovraštvu grško govorečih kristjanov. Ko so na zahodu perzijsko cerkev označili kot nestorjansko herezijo, se je jezik razdelil na vzhodni in zahodni knjižni jezik, ki se ločita po izgovorjavi, pisavi in slovnici. 
Zahodna srednja sirščina je uradni jezik sirske pravoslavne cerkve, sirske katoliške cerkve, maronitske cerkve, malankarske sirske pravoslavne cerkve, martomaške cerkve in sirsko malankarske pravoslavne cerkve.
Vzhodna srednja sirščina je liturgični jezik Asirske Cerkve, kaldejske katoliške cerkve in sirsko malabarske katoliške cerkve. 
Abun (posnetek molitve v sirščini)
Sirska književnost je daleč najobsežnejša med aramejskimi jeziki. Zajema poezijo, prozo, teologijo, liturgijo, hvalnice, zgodovino, filozofijo, znanost, medicino in naravoslovje. Precej omenjenih besedil še vedno ni prevedenih in tako dostopnih širši javnosti.
Od 7. stoletja je v verstvu začela prevladovati arabščina, do zatona sirščine pa je prišlo šele v 13. stoletju ob mongolskih vdorih in jo je arabščina začela nadomeščati tudi v liturgiji. Poskusi oživljanja v zadnjem času so prinesli nekaj uspeha, vendar npr. v sirskih cerkvah v Kerali sirščino pogosto zamenjuje malajalam. 

### Sodobna sirščina
Klasična sirščina se je skozi čas mešala z različnimi krajevnimi nepisanimi narečji vzhodne aramejščine. Ti neosirski jeziki samo delno temeljijo na klasični sirščini in se toliko razlikujejo, da je močno oteženo sporazumevanje med govorci različnih sodobnih sirskih jezikov. 
Glavni jezik sodobne zahodne sirščine je turojo, gorski jezik Tur Abdina v vzhodni Turčiji. Soroden jezik mu je mlahso, ki danes velja za izumrlega.
Sodobna vzhodna sirščina ima precej skupnega z judovskimi jeziki vzhodne aramejščine. Ta skupina jezikov, ki se razprostira od Urmijskega jezera do Mosula, je raznolika. Glavna krščanska jezika sta asirska neoaramejščina (s številnimi narečji) in kaldejska neoaramejščina. 
Zaradi regionalnih dogodkov v času zadnjih dveh stoletij se je precej govorcev sodobne sirščine preselilo na jug v Sirijo in Irak, na sever v Gruzijo, Azerbajdžan in Armenijo ter po svetu.